# Jere Lehtinen
Jere Kalervo Lehtinen (ur. 24 czerwca 1973 w Espoo) – fiński hokeista, reprezentant Finlandii, pięciokrotny olimpijczyk. Działacz hokejowy.

## Kariera
- Kiekko-Espoo U20 (1989–1992)
- Kiekko-Espoo U18 (1990–1991)
- Kiekko-Espoo (1990–1992)
- TPS (1993–1995)
- Michigan K-Wings (1995)
- Dallas Stars (1995–2010)

Wychowanek klubu EJK w rodzinnym Espoo. W drafcie NHL 1992 został wybrany w 4 rundzie z numerem 88 przez Minnesota North Stars, jednak nie znalazł miejsca w składzie drużyny i do 1995 roku nadal grał w lidze fińskiej w klubach Kiekko-Espoo i TPS. W międzyczasie amerykański klub został przeniesiony do miasta Dallas i zaczął funkcjonować jako Dallas Stars. W 1995 roku Lehtinen został jego zawodnikiem. Tymczasowo przekazano go do drużyny filialnej Michigan K-Wings, jednak wystąpił w niej tylko w jednym meczu i powrócił do Dallas.
W lidze NHL zadebiutował w sezonie 1995/1996. Od tej pory miał stałe miejsce w składzie i należał do czołowych zawodników drużyny Gwiazd. W tym czasie zdobył z drużyną Puchar Stanleya w 1999 roku. Łącznie rozegrał w klubie 14 sezonów ligowych.
Wielokrotny reprezentant Finlandii. Uczestniczył turniejach o Mistrzostwach Świata w 1992, 1994, 1995, 2007, Pucharu Świata 1996, 2004 oraz zimowych igrzyskach olimpijskich 1994, 1998, 2002, 2006 i 2010.
8 grudnia 2010 poinformował oficjalnie o zakończeniu kariery sportowej.
Był menedżerem reprezentacji Finlandii podczas turniejów MŚ w 2015, 2016.
Prywatnie jest fanem zespołów muzycznych Metallica i Slayer.

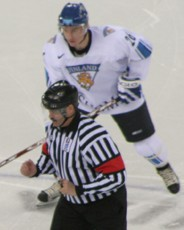
Jere Lehtinen w barwach Finlandii (2009)

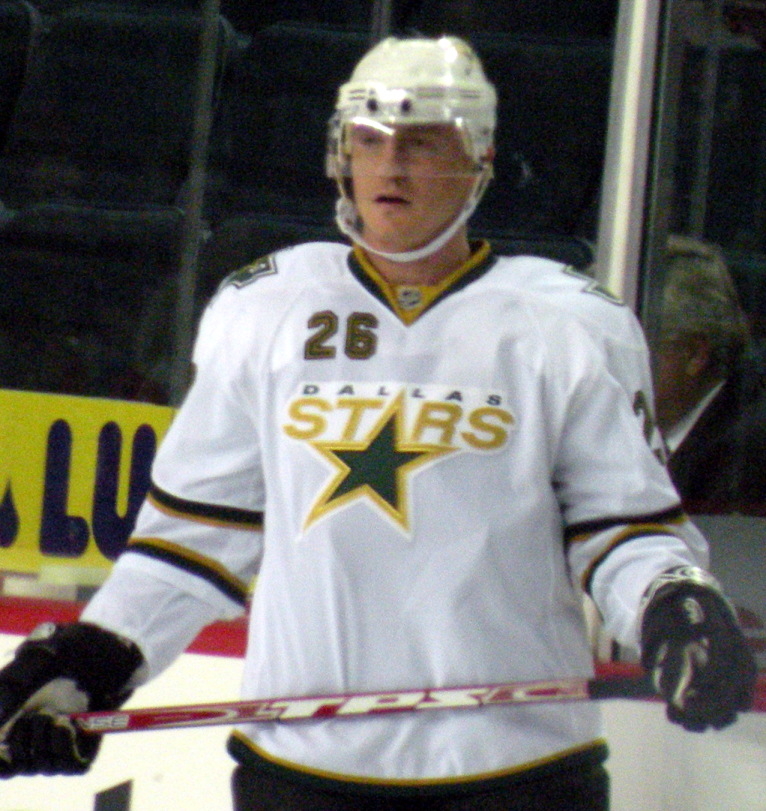
Jere Lehtinen w barwach Dallas Stars (2009)

## Sukcesy
Do 2011 pozostawał jedynym Finem, który zdobył zarówno Puchar Stanleya oraz mistrzostwo Świata. Reprezentował swój kraj na pięciu kolejnych turniejach olimpijskich w latach 1994–2010. Jest jednym z siedmiu hokeistów w historii, którzy wystąpili aż w pięciu turnieju zimowych igrzysk olimpijskich i jednym z sześciu graczy w historii, którzy zdobyli na cztery medale na zimowych igrzyskach.
Reprezentacyjne
- Złoty medal mistrzostw świata juniorów do lat 17: 1990
- Brązowy medal mistrzostw Europy juniorów do lat 18: 1991
- Srebrny medal mistrzostw świata: 1992, 1994, 2007
- Brązowy medal igrzysk olimpijskich: 1994, 1998, 2010
- Złoty medal mistrzostw świata: 1995
- Srebrny medal Pucharu Świata: 2004
- Srebrny medal igrzysk olimpijskich: 2006

Klubowe
- Złoty medal Mestis: 1992 z Kiekko-Espoo
- Awans do SM-liiga: 1992 z Kiekko-Espoo
- Srebrny medal mistrzostw Finlandii: 1994 z TPS
- Złoty medal mistrzostw Finlandii: 1995 z TPS
- Puchar Stanleya: 1999 z Dallas Stars
- Mistrzostwo konferencji NHL: 1999, 2000 z Dallas Stars
- Mistrzostwo dywizji NHL: 1997, 1998, 1999, 2000, 2001, 2003, 2006 z Dallas Stars
- Presidents’ Trophy: 1998, 1999 z Dallas Stars
- Clarence S. Campbell Bowl: 1999, 2000 z Dallas Stars

Indywidualne
- SM-liiga 1992/1993:
  - Skład gwiazd pierwszoroczniaków
- SM-liiga 1993/1994:
  - Pierwsze miejsce w klasyfikacji strzelców w fazie play-off
  - Pierwsze miejsce w klasyfikacji kanadyjskiej w fazie play-off
- SM-liiga 1994/1995:
  - Skład gwiazd
  - Trofeum Raimo Kilpiö – najuczciwszy zawodnik / dżentelmen sezonu
- Mistrzostwa Świata w Hokeju na Lodzie 1995:
  - Skład gwiazd turnieju
- NHL (1995/1996):
  - Najlepszy pierwszoroczniak miesiąca – luty 1996
- NHL (1997/1998):
  - Frank J. Selke Trophy – nagroda dla najbardziej defensywnego napastnika
- NHL (1998/1999):
  - Frank J. Selke Trophy – nagroda dla najbardziej defensywnego napastnika
- NHL (2002/2003):
  - Frank J. Selke Trophy – nagroda dla najbardziej defensywnego napastnika

Wyróżnienia
- Galeria Sławy fińskiego hokeja na lodzie
- Galeria Sławy IIHF: 2018[6][7]
- W 2014 w hali klubu Espoo Blues, tj. kontynuatora tradycji Kiekko Espoo, uroczyście zastrzeżono numer 10, z którym występował Jere Lehtinen[8]